# Барра-ду-Жакаре
Барра-ду-Жакаре (порт. Barra do Jacaré) — муниципалитет в Бразилии, входит в штат Парана. Составная часть мезорегиона Север Пиунейру-Паранаэнси. Входит в экономико-статистический микрорегион Жакарезинью. Население составляет 2407 человек на 2006 год. Занимает площадь 115,592 км². Плотность населения — 20,8 чел./км².
Праздник города — 19 декабря.

## История
Город основан в 1964 году.

## Статистика
- Валовой внутренний продукт на 2003 год составляет 35 594 294,00 реалов (данные: Бразильский институт географии и статистики).
- Валовой внутренний продукт на душу населения на 2003 год составляет 13 947,61 реалов (данные: Бразильский институт географии и статистики).
- Индекс развития человеческого потенциала на 2000 год составляет 0,789 (данные: Программа развития ООН).

## География
Климат местности: субтропический. В соответствии с классификацией Кёппена, климат относится к категории Cfa.